# Micropsectra tusimalemea
Micropsectra tusimalemea är en tvåvingeart som beskrevs av Sasa och Suzuki 1999. Micropsectra tusimalemea ingår i släktet Micropsectra och familjen fjädermyggor. Inga underarter finns listade i Catalogue of Life.